# Parafia św. Jerzego w Morągu
Parafia Świętego Jerzego w Morągu – parafia greckokatolicka w Morągu, w dekanacie elbląskim eparchii olsztyńsko-gdańskiej. Założona w 1992. Mieści się przy ulicy Dąbrowskiego.

## Duszpasterstwo
- ksiądz mitrat Andrzej Soroka
- ksiądz protojerej Jan Hałuszka (Protosyncellus Eparchii Olsztyńsko-Gdańskiej)
- ksiądz Roman Storoniak